# Johanssonia arctica
Johanssonia arctica är en ringmaskart som först beskrevs av Karl Erik Johansson 1898.  Johanssonia arctica ingår i släktet Johanssonia och familjen fiskiglar. Arten har ej påträffats i Sverige. Inga underarter finns listade i Catalogue of Life.